# 레니 제임스
레니 제임스(Lennie James, 1965년 10월 11일 ~ )는 잉글랜드의 배우이다.

## 출연 작품
- 사하라 - 카지엠 역
- 블레이드 러너 2049
- 더블 플레이
- 무파사: 라이온 킹 - 오바시 역 (목소리)